# Myslovice
Myslovice település Csehországban, a Klatovyi járásban. Myslovice Klatovy, Bolešiny és Obytce településekkel határos. Lakosainak száma 132 fő (2024. január 1.).

## Népesség
A település lakosságának változását az alábbi diagram mutatja:
| Lakosok száma | 373  | 302  | 304  | 212  | 154  | 119  | 132  | 133  | 122  | 132  |
|               | 1869 | 1900 | 1921 | 1961 | 1980 | 2011 | 2016 | 2019 | 2021 | 2024 |